# Dipturus leptocaudus
Cá đuôi Skate đuôi mỏng (Dipturus leptocauda) là một loài cá trong họ Rajidae. Nó là loài đặc hữu của Brasil. Môi trường sống tự nhiên của nó là biển mở.